# مظفرآباد (خوی)
مظفرآباد، روستایی است از توابع بخش ایواوغلی و در شهرستان خوی استان آذربایجان غربی ایران.

## جمعیت
این روستا در دهستان ایواوغلی قرار داشته و بر اساس سرشماری سال ۱۳۸۵ جمعیت آن ۲۸۹ نفر (۶۴ خانوار)
بوده‌است.